# Wesmaldra bromilowi
Wesmaldra bromilowi är en spindelart som beskrevs av Norman I. Platnick och Baehr 2006. Wesmaldra bromilowi ingår i släktet Wesmaldra och familjen Prodidomidae.
Artens utbredningsområde är Western Australia. Inga underarter finns listade i Catalogue of Life.